# اكتساب اللغة
اكتساب اللغة (بالإنجليزية: Language acquisition) هي العملية التي يكتسب بها البشر القدرة على استقبال واستيعاب اللغة، وكذلك القدرة على إنتاج الكلمات والجمل لأجل التواصل. اكتساب اللغة في العادة يرجع إلى اكتساب اللغة الأولى، والتي تدرس اكتساب الأطفال للغتهم الأم. وهذا يختلف عن اكتساب اللغة الثانية، والتي تتعاطى مع اكتساب لغات إضافية سواء للأطفال أو للبالغين.
القدرة على استخدام اللغة بنجاح يتطلب من الفرد أن يكتسب مجموعة من الأدوات تشمل علم الصوتيات، والنحو والصرف، وعلم الدلالة بالإضافة إلى مجموعة كبيرة من المفردات. اللغة يمكن أن تصدر صوتيا كالحديث، أو يدوياً كاستخدام لغة الإشارة. القدرة اللغوية البشرية موجودة في المخ. بالرغم من أن القدرة اللغوية البشرية محدودة، إلا أن الفرد باستطاعته نطق وفهم عدد لا محدود من الجمل، والتي تكون مبنية على مبدأ نحوي يُسمى الترداد (الاستدعاء الذاتي). إحدى البراهين تقول بأن أي فرد لديه ثلاث آليات للترداد والتي تسمح للجمل بأن تنطلق بدون تحديد. وهذه الآليات هي: التناسب relativization، التكامل complementation، والتنسيق/العطف coordination.
القدرة على اكتساب واستخدام اللغة هو جانب هام يميز البشر عن غيره من الكائنات. على الرغم من أنه من الصعب تحديد أي جوانب اللغة هي بشرية حصرياً، إلا أن هناك العديد من سمات التصميم design features والتي يمكن أن توجد في كل الأشكال المعروفة من لغة البشر، وهذه الجوانب مفقودة من تلك الأشكال من تواصل الحيوانات. على سبيل المثال، العديد من الحيوانات تستطيع أن تتواصل مع بعضها البعض بالإشارة إلى الأشياء حولها، ولكن هذا النوع من التواصل يفتقد للاختيارية المطلقة arbitrariness الموجودة في لهجة الإنسان (بحيث أنه لايوجد أي شيء في صوت كلمة «كلب» يمكن أن يشير إلى معناها). أشكال أخرى من تواصل الحيوانات يمكن أن تستخدم أصوات عشوائية، ولكنها لا تستطيع دمج هذه الأصوات مع بعضها البعض بطرق مختلفة لإنشاء رسائل جديدة تماماً والتي يمكن أن تُفهم من الآخرين تلقائياً. تشالز هوكيت Charles F. Hockett سمى هذه السمة التصميمية للغة البشرية بـ «الإنتاجية productivity». أمر أساسي لفهم اكتساب اللغة عند البشر هو أننا غير محدودين بعدد محدد من الكلمات، بل يجب أن نكون قادرين على فهم واستخدام نظام معقد يسمح لعدد لامحدود من الكلمات الممكنة. لذلك، بينما توجد هناك أشكال معدودة من تواصل الحيوانات، إلا أنها تختلف عن لغة البشر بحيث أنهم يملكون نطاق محدود غير مبني نحوياً من الرموز والمفردات، والتي تفتقر إلى الاختلاف بين المجموعات.
سؤال أساسي في فهم اكتساب اللغة هو كيف أن هذه القدرات يتم تكوينها عند الأطفال من المُدخل اللغوي linguistic input. المُدخل في سياق اللغويات يُعرف بأنه «كل الكلمات، والسياقات، وغيرها من أشكال اللغة يتعرض لها المُتعلم، والتي تُفهم بإتقانه للغات المكتسبة الأولى أو الثانية relative to acquired proficiency in first or second languages». الفطريون Nativists (نسبة إلى مذهب الفِطرية Nativism) يجدون صعوبة في التصديق بأن الطفل قادر على اكتساب معظم جوانب اللغة بدون أن تُدرس بشكل واضح، بالنظر إلى طبيعة اللغات البشرية المعقدة للغاية، وإلى القدرات المعرفية (الإدراكية) cognitive abilities المحدودة نسبياً عند الطفل. الأطفال، وخلال سنين قليلة من ولادتهم، يفهمون القواعد النحوية للغتهم الأم بدون أن يُدرسون بشكل واضح مثلما يتعلم الفرد القواعد في المدرسة. تم تقديم العديد من نظريات اكتساب اللغة لحل هذه الإشكالية الواضحة. وهذه النظريات التي دافع عنها أمثال نعوم تشومسكي وغيرهم بمافيهم الأصلانية innatism والفطرية النفسية Psychological nativism، تقول أن الطفل يُولد وهو مُجهز بطريقة معينة بهذ القدرات، ويقع على الضد نظريات أخرى تقول أن اللغة تُتعلم ببساطة مثل كل المهارات الإدراكية والمعرفية، بمافيها المهارات الحركية مثل تعلم ركوب دراجة. وهذا الصراع بين هذه النظريات التي تفترض أن البشر يُولدون مع معرفة نحوية، وبين تلك التي تدعي بأن كل المعرفة يمكن أن تكون نتاج التعلم من بيئة الفرد عادة يشار إليها بنقاش «الفطرة ضد البيئة Nature vs. Nurture». البعض يعتقد أنه هناك بعض الخصائص لاكتساب اللغة موجودة أصلاً automatically wired في بنية المخ البشري (مكون «فطري») وفريق آخر يعتقدون أنها محددة من خلال بيئة اللغة التي يتربى فيها الطفل (مكون «بيئي»). وآخرون، خصوصاً علماء التطور، يعترضون بشدة على افتراض أن المعرفة النحوية مضمنة في التشفير الوراثي genetically encoded وأنها موجودة تلقائياً في سلكية الدماغ provided by automatic wiring of the brain.

## التاريخ
كان الفلاسفة في المجتمعات القديمة مهتمون بكيفية اكتساب البشر لقدرات فهم وإنتاج اللغة، قبل تطور الأساليب التجريبية لاختبار هذه النظريات، ولكن أكثر ماظهر لهم هو اعتبار اكتساب اللغة كجزء فرعي ضمن قدرة الإنسان على اكتساب المعرفة وتعلم المفاهيم. أفلاطون قدم مبكرا بعض الأفكار المبنية على الملاحظة عن اكتساب اللغة، والذي أحس بأن الوصلات بين الكلمات والمعاني بشكل ما فطرية. بالإضافة إلى ذلك، النحاة السنسكريتيون ناقشوا لأكثر من 12 قرن ما إذا كانت قدرة البشر على استيعاب معاني الكلمات هي هبة إلهية (فطرية) أو أنها مكتسبة من الأجيال السابقة بحيث تم تعلمها من صيغ موجودة مسبقاً. على سبيل المثال، الطفل يتعلم معنى كلمة «بقرة» بالانصات إلى متحدثين يثق فيهم يتحدثون عن البقر.
وفي سياق أكثر حداثة، تجريبيون مثل هوبز ولوك، ادعو أن المعرفة (واللغة عند لوك) تنشأ من انطباعات مجردة emerge ultimately from abstracted sense impressions. وهذ الحجج تميل باتجاه جانب «البيئة Nurture» حيث أن اللغة تكتسب من خلال التجربة الحسية. وهذا أدى إلى بُنية كارناب (Carnap's Aufbau) وهي محاولة لتعلم كل المعرفة من بيانات حسية، باستخدام مقولة تقوم على «التذكر بناء على التشابه Remembered as similar» لربط هذه البيانات داخل مجموعات، والتي سوف تنتهي إلى لغة.
المدافعون عن السلوكية Behaviorism ادعو بأن اللغة يمكن تعلمها من خلال الإشراط الإجرائي operant conditioning . في كتاب سكينر B. F. Skinner المعنون "Verbal Behaviour 1957"، قال فيه بأن الاستخدام الصحيح لإشارة مثل كلمة أو وحدة معجمية، وتحت حوافز معينة، يقوي «لحظيتها momentary» أو احتماليتها السياقية contextual probability. وبما أن الإشراط الإجرائي موقوف على التعزيز بالمكافآت، فالطفل يستطيع أن يتعلم بأن تركيبة محددة من الأصوات تشير إلى شيء محدد من خلال ربط مكرر وناجح بين الاثنين (الأصوات والشيء). استخدام «صحيح» للإشارة يمكن أن يتم حينما يُفهم الطفل (على سبيل المثال، طفل يقول كلمة معينة أو يصيح حينما يريد أن يُنتبه له) ويُكافأ بردة الفعل المناسبة من شخص آخر، وبالتالي يتم تعزيز فهم الطفل لمعنى تلك الكلمة ودفعه أكثر لاستخدامها في ظروف مشابهة بالمستقبل. بعض النظريات التجريبية لاكتساب اللغة تشمل نظرية التعلم الآلي statistical learning theory لشارلز هوكت Charles F. Hockett، نظرية الاطار الارتباطي Relational frame theory، اللغويات الوظيفية functionalist linguistics، نظرية التفاعلية الاجتماعية Social interactionist theory، واكتساب اللغة المبني على الاستخدام.
فكرة سكينر السلوكية هاجمها نعوم تشومسكي بشدة في مقال في 1959 واصفاً إياها بأنها «اسطورية إلى حد كبير» و«وهم خطير». وبالمقابل دافع عن توجه رياضي لاكتساب اللغة مبنياً على دراسة القواعد.

## توجهات عامة

### نظرية التفاعلية الاجتماعية
نظرية التفاعلية الاجتماعية social interactionism تدعي أن تطور اللغة يحدث في سياق تفاعل اجتماعي بين طفل ينمو وكبار ذوو معرفة بحيث أنهم يقومون بنمذجة استخدام اللغة و«تسقيل» محاولات الطفل لإتقان اللغة. وهذا النوع من النظريات متأثر جداً بالنظريات الاجتماعية الثقافية لعالم النفس السوفيتي فيغوتسكي. المنظر الرئيسي جيروم برونر هو الذي كتب بكثافة داخل هذا التقليد.

### نظرية الإطار الارتباطي
نظرية الإطار الارتباطي relational frame theory تقدم اعتباراً تحديدياً/تعليمياً كاملاً لأصل وتطور كفاءة اللغة وتعقيدها. استناداً إلى مبادئ المدرسة السلوكية عند سكينر، نظرية الإطار الارتباطي تقدم بأن الأطفال يكتسبون اللغة من خلال التفاعل البحت مع البيئة. منظري نظرية الإطار الارتباطي عرضوا مفهوم السياقية الوظيفية functional contextualism في تعلم اللغة، والتي تؤكد على أهمية التنبؤ والتأثير على أحداث نفسية، مثل الأفكار والمشاعر والسلوكيات، بالتركيز على متغيرات يمكن التحكم فيها داخل سياقها. نظرية الإطار الارتباطي تتميز عن أعمال سكينر بتحديد وتعريف نوع من الإشراط الإجرائي معروف ب«الاستجابة العقلانية المستمدة derived relational responding»، وهو عملية تعلم تظهر إلى الآن أنها تحدث فقط في معالجة البشر للغة. دراسات تجريبية تدعم تنبؤات هذه النظرية تقول أن الطفل يتعلم اللغة عن طريق نظام من التعزيزات الكامنة system of inherent reinforcements، مما يشكل تحدياً لوجهة النظر القائلة بأن اكتساب اللغة مبني على قدرات إدراكية فطرية لغوية.

### النظرية الانبثاقية
النظريات الانبثاقية Emergentist theories مثل نموذج المنافسة competition model لماك ويني MacWhinney تفترض بأن اكتساب اللغة هو عملية ادراكية تنبثق من التفاعل بين ضغوط بيولوجية والبيئة. وفقاً لهذه النظريات، لا الفطرة وحدها ولا البيئة وحدها كافيين لإحداث تعلم اللغة، كلا هذين المؤثرين يجب أن يعملوا معاً لتمكين الطفل من اكتساب اللغة. المؤيدون لهذه النظريات يقولون بأن العمليات الإدراكية العامة تساعد على اكتساب اللغة وأن النتيجة النهائية لهذه العملية هي ظاهرة لغوية مثل تعلم الكلمات أو اكتساب القواعد. نتائج العديد من الدراسات التجريبية تدعم تنبؤات هذه النظريات، مقترحة بأن اكتساب اللغة عملية أكثر تعقيداً مما يعتقد الكثيرون.

### النظرية التجريبية
مع أن نظرية تشومسكي لقواعد اللغة التوليدية Chomsky’s theory of a generative grammar أثرت بشكل كبير في مجال اللغويات منذ الخمسينيات، لكن علم اللغويات الوظيفية المعرفية يطرح العديد من الانتقادات للافتراضات الأساسية للنظرية التوليدية. يفترض علم اللغويات أن بنية اللغة تنشأ من خلال كثرة استخدام اللغة، ويقول اللغويون أن مفهوم جهاز اكتساب اللغة (LAD) لا تدعمه الأنثروبولوجيا التطورية، إذ أنها تظهر التكيف التدريجي للدماغ البشري والحبال الصوتية لاستخدام اللغة، بدلاً من الظهور المفاجئ. من ناحية أخرى، يستخدم علماء النظريات المعرفية الوظيفية هذه البيانات الأنثروبولوجية لتوضيح كيف طور البشر القدرة على ممارسة قواعد النحو وبناء الجمل.
بالإضافة لذلك، تشتمل النظرية التوليدية على العديد من التركيبات (مثل الحركة والفئات الفارغة empty categories والهياكل الأساسية المعقدة complex underlying structures والتفرع الثنائي التام strict binary branching) التي لا يمكن الحصول عليها من أي قدر من المدخلات اللغوية. نظرًا لأن اللغة معقدة بشكل لا يمكن إدراكه، فإن مناصري تشومسكي يؤكدون أنه من الضروري أن تكون هذه القواعد فطرية. يفترض الفطريون Nativists أن بعض الميزات النحوية موجودة فطريًا عند الطفل حتى قبل تعرضه لأي تجربة بيئية.
تفترض جميع نظريات اكتساب اللغة تقريبًا وجود درجة من الفطرية في اكتساب اللغة، لكنها تختلف في مقدار قيمة هذه القدرة الفطرية. تضع النظرية التجريبية قيمة أقل للمعرفة الفطرية، بحجة أن المدخلات اللغوية مع قدرات التعلم العامة والخاصة باللغات تكفي لاكتساب اللغة.
منذ عام 1980، أصبح اللغويون الذين يدرسون الأطفال مثل ميليسا بورمان، وعلماء النفس المتابعين لجان بياجيه مثل إليزابيث بيتس وجان ماندلر، يؤكدون أن التعلم جزءٌ مهمٌ من عملية اكتساب اللغة ومن الخطأ تجاهل دوره.
تفترض جميع نظريات اكتساب اللغة تقريبًا وجود درجة من الفطرية في اكتساب اللغة، لكنها تختلف في مقدار قيمة هذه القدرة الفطرية. تضع النظرية التجريبية قيمة أقل للمعرفة الفطرية، بحجة أن المدخلات اللغوية مع قدرات التعلم العامة والخاصة باللغات تكفي لاكتساب اللغة.
منذ عام 1980، أصبح اللغويون الذين يدرسون الأطفال مثل ميليسا بورمان، وعلماء النفس المتابعين لجان بياجيه مثل إليزابيث بيتس وجان ماندلر، يؤكدون أن التعلم جزءٌ مهمٌ من عملية اكتساب اللغة ومن الخطأ تجاهل دوره.
في السنوات الأخيرة، تركز الجدل الدائر حول قيمة القدرة الفطرية على ما إذا كانت هذه القدرات خاصة باللغة الأم أو عامة وموجودة في العديد من المجالات، مثل القدرة التي تمكن الرضيع من فهم العالم –المكون من أشياء وأحداث- بصريًا. تشتمل النظرة المناهضة للفطرية على العديد من الجوانب، ولكن فكرتها الرئيسية هي أن اللغة تنشأ من الاستخدام في السياقات الاجتماعية بواسطة آليات التعلم التي تعد جزءًا من جهاز التعلم المعرفي العام (والذي ينشأ فطريًا). وقد دافع عن هذه الفكرة علماء مثل ديفيد إم دبليو باورز وإليزابيث بيتس وكاثرين سنو وأنات نينيو وبراين ماكويني ومايكل توماسيللو ومايكل رامسكار وويليام أوجرادي وآخرون. جادل الفلاسفة مثل فيونا كوي وباربرا شولز وجيفري بولوم ضد بعض آراء الفطريين المؤيدين للنظرية التجريبية.

### النظرية الإحصائية التعليمية
يؤكد بعض الباحثين في مجال اكتساب اللغة، مثل إليسا نيوبورت وريتشارد أسلين وجيني سافران، على الدور المحتمل لآليات التعلم وخاصة التعلم الإحصائي (Statistical learning) في عملية اكتساب اللغة. إن تطور نماذج الاتصالات القادرة على تعلم الكلمات والقواعد النحوية بنجاح يدعم توقعات نظريات التعلم الإحصائي لاكتساب اللغة كما تفعل الدراسات التجريبية لاكتشاف الأطفال لحدود الكلمات. في سلسلة من المحاكاة لنماذج التواصل، أوضح فرانكلين تشانغ أن آلية التعلم الإحصائي العامة يمكن أن تفسر مجموعة واسعة من ظواهر اكتساب بنية اللغة.
تقترح نظرية التعلم الإحصائي أنه عند تعلم اللغة، يستخدم المتعلم الخصائص الإحصائية الطبيعية للغة لاستنتاج بنيتها، بما في ذلك أنماط الصوت والكلمات والقواعد الأولية للغة. أي أن متعلمي اللغة حساسون لمدى تكرار المجموعات المقطعية أو الكلمات المرتبطة بمقاطع معينة. يمكن أيضًا للرضع الذين تتراوح أعمارهم بين 21-23 شهرًا استخدام التعلم الإحصائي لتطوير “فئات لغوية”، مثل فئة الحيوان التي يضيف إليها الأطفال الرضع لاحقًا الكلمات التي تعلموها حديثًا في نفس الفئة. تشير هذه النتائج إلى أن الاستماع إلى اللغة في المراحل المبكرة مهم جدًا لاكتساب المفردات.
القدرات الإحصائية فعالة لكنها محدودة أيضًا بالمدخلات وكيف يُتعامل مع هذه المدخلات. قد يعتبر التعلم الإحصائي (أو التعلم التوزيعي بشكل عام) مكونًا لاكتساب اللغة من قبل الباحثين المؤيدين للفطرة وكذلك من قبل المؤيدين للتنشئة. يحاول أصحاب هذه النظرية معرفة إذا كان التعلم الإحصائي يمكن أن يشكل -في حد ذاته- بديلاً للتفسيرات الفطرية.

### نظرية المقاطع
تتمثل الفكرة الأساسية لهذه النظرية في أن اللغة تتطور من خلال الاكتساب التدريجي لمقاطع (Chunking) ذات معنى تتشكل من مكونات أولية قد تكون كلمات أو صوتيات. في الآونة الأخيرة، نجح هذا النهج في محاكاة العديد من ظواهر اكتساب الفئات النحوية والمعرفة الصوتية.
تشمل نظرية المقاطع لاكتساب اللغة مجموعة من النظريات ذات الصلة بنظريات التعلم الإحصائي، إذ تفترض أن المدخلات من البيئة تلعب دورًا أساسيًا في اكتساب اللغة، لكنها تفترض آليات تعلم مختلفة.
طور الباحثون في معهد ماكس بلانك للأنثروبولوجيا التطورية نموذجًا لكمبيوتر يحلل المحادثات المبكرة بين الأطفال الصغار للتنبؤ بهيكل المحادثات اللاحقة. أظهرت النتائج أن الأطفال الصغار يطورون قواعدهم الفردية الخاصة للحديث ليمكنهم استخدام أنواع معينة من الكلمات. من نتائج البحث المهمة أن القواعد المستخلصة من خطاب الطفل الصغير شكلت تنبؤات لكلامه اللاحق أفضل من القواعد التقليدية.
يتميز هذا النهج بأن النماذج تنفذ ببرنامج كمبيوتر ما يتيح إمكانية التنبؤ الكمي والوضوح، وتعمل على مدخلات مكونة من العبارات الموجهة للأطفال وبالتالي ينتج كلام فعلي يمكن مقارنته مع كلام الأطفال، وكذلك فقد أجريت المحاكاة للظواهر اللغوية بعدة لغات منها الإنجليزية والإسبانية والألمانية.

### نظرية الإطار الارتباطي
تقدم نظرية الإطار الارتباطي (Relational frame theory) نموذجًا محدِّدًا/تعليميًا كاملاً لأصل وتطور كفاءة اللغة وتعقيدها. استنادًا إلى مبادئ المدرسة السلوكية عند سكينر، تفترض نظرية الإطار الارتباطي أن الأطفال يكتسبون اللغة من خلال التفاعل البحت مع البيئة. عرض أصحاب نظرية الإطار الارتباطي مفهوم السياقية الوظيفية functional contextualism في تعلم اللغة، والتي تؤكد على أهمية التنبؤ والتأثر بالأحداث النفسية مثل الأفكار والمشاعر والسلوكيات، وذلك من خلال التركيز على متغيرات يمكن التحكم فيها ضمن سياقها. تتميز نظرية الإطار الارتباطي عن أعمال سكينر بتحديد وتعريف نوع من أنواع طرق التكيف العملية operant conditioning يسمى الاستجابة العقلانية المستمدة derived relational responding، وهو عملية تعلم يبدو –حتى الآن- أنها تحدث فقط عند معالجة البشر للغة. تقول الدراسات التجريبية التي تدعم هذه النظرية أن الطفل يتعلم اللغة عن طريق نظام من التعزيزات الكامنة system of inherent reinforcements، ما يشكل تحديًا للفكرة القائلة بأن اكتساب اللغة مبني على قدرات إدراكية فطرية لغوية.

### نظرية التفاعلية الاجتماعية
تدعي نظرية التفاعلية الاجتماعية (social interactionism) أن تطور اللغة يحدث في سياق التفاعل الاجتماعي بين طفل ينمو وكبار ذوي معرفة لغوية يقومون بنمذجة استخدام الطفل للغة ودعم محاولاته لإتقانها. تعتمد هذه النظرية بشكل كبير على النظريات الاجتماعية الثقافية لعالم النفس السوفيتي فيغوتسكي، لكنها انتشرت في العالم الغربي بفضل جيروم برونر .
على عكس النهج الأخرى، يشدد هذا النهج على دور الملاحظات والتعزيز في اكتساب اللغة ويؤكد أن معظم النمو اللغوي للطفل ينتج عن التفاعل مع الوالدين وغيرهم من البالغين الذين يقدمون للطفل غالبًا تصحيحًا تعليميًا. وبذلك فإن هذه النظرية تشبه إلى حد ما النظرية السلوكية للغة، مع أنها تختلف اختلافًا كبيرًا لأنها تفترض وجود نموذج إدراكي اجتماعي وغيره من الهياكل العقلية لدى الأطفال (على النقيض تمامًا من مقاربة “الصندوق الأسود” للسلوكية الكلاسيكية).
الفكرة الرئيسية الأخرى في نظرية التفاعل الاجتماعي هي فكرة منطقة النمو الوسطي zone of proximal development ، وهي تدل على مجموعة المهام التي يمكن للطفل القيام بها وفقًا للتوجيهات، ولكن لا يمكنه القيام بها بمفرده. تطبق هذه الفكرة على اللغة إذ تصف مجموعة من المهام اللغوية (تشكيل جملة أو استخدام مناسب للمفردات، وما إلى ذلك) التي لا يمكن للطفل القيام بها من تلقاء نفسه في وقت معين، ولكن يمكنه تعلم القيام بها إذا ساعده شخص بالغ قادر.

### بناء الجملة وتشكيلها والقواعد التوليدية
عندما بدأت عملية دراسة اللغة عن كثب في أوائل القرن العشرين ومع ظهور نظريات تفسر اكتساب اللغة، أصبح واضحًا للعلماء اللغويين وعلماء النفس والفلاسفة أن معرفة اللغة لم تكن مجرد مسألة ربط للكلمات بالمعاني والمفاهيم، فنحن عادة ما نحتاج إلى الجمل من أجل التواصل بنجاح، إذ تتضمن عملية دراسة اللغة معرفة كيفية تجميع الكلمات معًا أيضًا. سيستخدم الطفل تعبيرات قصيرة مثل <<أريد ماما>> والتي هي في الواقع مزيج من الأسماء الفردية والأفعال، قبل أن يبدأ تدريجيًا في استخدام جمل أكثر تعقيدًا. في التسعينيات من القرن العشرين، توسعت هذه الفرضية لتشمل بناء نموذج قائم على نضج لغة الطفل وارتباطه باكتساب فئات وظيفية. يقترح هذا النموذج أن الأطفال يبنون تدريجيًا هياكل أكثر تعقيدًا، ويشكلون الفئات المعجمية (مثل الاسم والفعل) قبل الفئات الوظيفية النحوية (مثل حروف الجر).
تستخدم الأفعال الماضية الشاذة بكثرة في لغات مثل الإنكليزية. يبدأ الأطفال الصغار أولًا في تعلم ماضي الأفعال بشكل فردي، ومع ذلك عندما يتعلمون قاعدة إضافة ed لتشكيل الزمن الماضي، فإنهم يبدؤون في أخطاء الإفراط في التعميم (مثل “runned ، “hitted). قد يفسر حدوث هذه الأخطاء بأن الحالة النحوية الشاذة عن القاعدة تخزن في الذاكرة بينما يطبق الطفل القاعدة على ما عداها، ولكن عقل الطفل النامي قد يفشل في عملية استرجاع تلك الكلمات الشاذة ما يتسبب في أن يطبق القاعدة العادية خطأ.

### نظرية الدمج
تدعي هذه النظرية أن اكتساب اللغة يكون بدمج العناصر مع بعضها لتكوين مجموعة set. قد تتحد هذه المجموعة لاحقًا مع مجموعة أخرى لتشكل مجموعة ثالثة وبهذه الآلية تُكتسب اللغة . يمر الدمج بمرحلتين:
الدمج الخارجي أو المرحلة الأولى من الدمج يجري فيها دمج كلمتين مع بعضهما دون ترتيب نحوي معين. مثلًا (المنزل، باب)، إذا أردت الدمج بينهما فإنك هنا لا تعرف الطريقة الصحيحة للترتيب، هل هي منزل الباب أم باب المنزل؟ وهنا يأتي دور المرحلة الثانية.
الدمج الداخلي أو المرحلة الثانية من الدمج يجري فيها ترتيب الكلمتين على نحو يوضح المعنى المناسب. فمثلاً هنا يُمكنك التعبير عن الجملة بتعبير (باب المنزل) وبالتالي فقد حددت معنى واحدًا صحيحًا للجملة. يجري التعبير عن الجملة السابقة في علم اللغة بتعبير {المنزل (المنزل، الباب)}. يطلق على لفظ الباب هنا الرأس head باعتباره المحور والمركز في الكلام، ويُطلق على لفظ المنزل specifier/modifier أي العامل المحدد والمخصص، بمعنى أنه خصص الباب بباب المنزل مستثنيًا جميع الأبواب الأخرى غير المنزلية. يعجز الأطفال بعد إتمامهم مرحلة الدمج الخارجي عن تفسير الجمل وتحليلها إعرابيًا عند إعطائها لهم بشكل زوج مرتب معين.

#### القواعد النحوية
القواعد النحوية المرتبطة بأعمال Noam Chomsky، هي حاليًا واحدة من طرق اكتساب الأطفال للغات. الفكرة الرئيسية هي أن البيولوجيا البشرية تفرض قيودًا ضيقة على فضاء الفرضيات hypothesis space الخاص بالطفل أثناء اكتسابه اللغة. وفي إطار المبادئ والمعايير (الذي سيطر على بناء الجملة التوليدية منذ محاضرات تشومسكي (1980) عن الحكومة والتقييد: محاضرات بيزاLectures on Government and Binding: The Pisa Lectures)، فإن اكتساب بناء الجملة يشبه الطلب من قائمة: الدماغ البشري مزود بمجموعة محدودة من الخيارات يختار منها الطفل الخيارات الصحيحة بالاعتماد على خطاب الوالدين وبالاقتران مع السياق.
الحجة الهامة المؤيدة للنهج التوليدي هي حجة نقص التحفيز. إن مدخلات الطفل (التي تتضمن عددًا محدودًا من الجمل التي صادفها الطفل، إلى جانب معلومات حول السياق الذي نُطقت به) تتوافق مع عدد لا حصر له من القواعد النحوية. بالإضافة لذلك، فإن القليل فقط من الأطفال يمكنهم الاعتماد على ملاحظات تصحيحية من البالغين عندما يرتكبون خطأً نحويًا، إذ إن البالغين يقدمون ملاحظات دائمًا بغض النظر عما إذا كان كلام الطفل نحويًا أم لا، وليس لدى الأطفال طريقة للتمييز إذا كانت الملاحظات تهدف للتصحيح. وحتى عندما يفهم الأطفال أنهم يرتكبون خطأ نحويًا يجب عليهم تصحيحه فإنهم لا يستطيعون دائمًا أن يعيدوا صياغة الجملة بدقة. مع ذلك، باستثناء حالات الشذوذ الطبي أو الحرمان الشديد، كل الأطفال يتشابهون إلى حد كبير في مستوى استخدامهم للقواعد في سن الخمس سنوات تقريبًا. الأطفال غير القادرون على الكلام الصحيح نحويًا لأسباب طبية هم مثال خاص، إذ لا يمكن تصحيح أخطائهم النحوية. لكن مع ذلك فهم يتقاربون في مستوى القواعد مع أقرانهم، وفقًا لاختبارات القواعد المعتمدة على الفهم.
أدت هذه الاعتبارات إلى جعل تشومسكي وجيري فودور وإريك لينبيرغ وغيرهم يجادلون أن أنواع القواعد التي يحتاج الطفل لاستخدامها بشكل سليم يجب أن تكون مقيدة بواسطة البيولوجيا البشرية (الوضع الفطري). يشار إلى هذه القيود الفطرية أحيانًا باسم القواعد العامة أو كلية اللغات البشرية أو غريزة اللغة.

## تمثيل اكتساب اللغة في الدماغ
تبدأ عملية اكتساب اللغة خلال الفترة التي يظهر فيها زيادة في حجم الدماغ لدى الأطفال، في هذه المرحلة بالذات سيكون لدى الطفل اتصالات عصبية أكثر من البالغين، وهذا ما يجعل قدرته على تعلم أشياء وكلمات جديدة أفضل منهم.
يُدعم هذا الاستنتاج بالتقدم في تقنيات تصوير الدماغ.

### الفترة الحساسة
دُرست عملية اكتساب اللغة من منظور كل من علم النفس التطوري وعلم الأعصاب. أجرى العلماء دراسات تجريبية على عينات من الأطفال الذين اكتسبوا اللغة بشكل طبيعي خلال نموهم بالإضافة لبعض نماذج الحالات الشديدة التي لم يتمكن فيها الأطفال من اكتساب أي لغة، وتوصلوا إلى أن هنالك مرحلة حساسة (أو حرجة) من مراحل اكتساب اللغة يكون فيها الطفل حديث الولادة قادرًا على تعلم أي لغة.
تشير بعض النتائج أن باستطاعة الأطفال تمييز التباينات الصوتية phenotic contrasts لجميع اللغات خلال الفترة الممتدة من لحظة الولادة لغاية عمر الستة أشهر. يعتقد الباحثون أن هذا يعطي الأطفال القدرة على تعلم واكتساب اللغة المُتحدث بها في محيطهم، ولكن بعد هذه المدة الحساسة لن يكون بإمكان الطفل سوى أن يميز التباينات الصوتية للغته التي اكتسبها وسمعها طوال الفترة الحساسة. نقص حساسية الطفل تجاه التباينات الصوتية للغات الأخرى غير التي اكتسبها يمكنه من بناء الفئات الصوتية وتمييز أنماط التشديد والتراكيب الصوتية الخاصة بلغته المكتسبة مؤخرًا.
يقول ويلدر بينفيلد: <<قبل أن يبدأ الطفل في التحدث والإدراك، تكون القشرة الدماغية عبارة عن ورقة فارغة لم يكتب عليها شيء. وبتقدم السنوات، سيكتب الكثير وعادةً لا يُمحى ما يُكتب. وبعد سن العاشرة أو الثانية عشر، ستنشأ الاتصالات الوظيفية العامة والثابتة لقشرة الكلام>>.
ووفقًا لنموذج الفترة الحساسة، يمكن للعمر الذي يصبح فيه الطفل قادرًا على استعمال اللغة أن يتنبأ بقدرة الطفل على إتقانها.
ومع ذلك ثمة نقطة عمرية معينة يصبح فيها من الصعب بالنسبة للطفل أن يتحدث بطلاقة بلغة ما، وذلك في عمر التاسعة. صحيح أن أدمغتنا مبرمجة تلقائيًا لتعلم اللغات، إلا إن هذه المقدرة لا تدوم لغاية البلوغ ولا تبقى بنفس الكفاءة التي هي عليها خلال السنوات المبكرة من النمو.
بالاقتراب من عمر البلوغ، تتصلب ماكينة اكتساب اللغة ويصبح من الصعب تعلم لغة ما والتحدث بها بنفس الطريقة التي يتحدث بها الناطقون الأصليون.
يمر الطفل الأصم كما يمر الطفل الطبيعي بنفس الفترة الحرجة التي تحدثنا عنها. سيواجه الأطفال الصم الذين يكتسبون اللغة بعد تجاوزهم الفترة الحساسة مشاكلًا في إتقان الجوانب النحوية المعقدة منها، لكن هذه الحالة تحدث غالبًا عندما يتعلم الطفل لغة ثانية وليس لغته الأولى الأصلية.
من المستحيل ألا يتعلم الأطفال اللغة التي يسمعونها خلال الفترة الحساسة من عمرهم، لأن البشر محضرون بيولوجيًا لاكتساب اللغة في هذه الفترة.
لا يستطيع الباحثون اختبار تأثيرات فقدان التعلم خلال الفترة الحساسة من النمو لأن هذا النوع من التجارب غير أخلاقي إذ لا يجوز حرمان الطفل من تعلم اللغة.
ولكن ثمة بعض السجلات لحالات إساءة التعامل مع الأطفال وحرمانهم من تعلم اللغة، أظهر هؤلاء الأطفال مهارات لغوية محدودة جدًا حتى بعد تعليمهم لاحقًا.
في سن مبكرة للغاية، يكون الأطفال قادرين على التمييز بين الأصوات المختلفة ولكن لا يمكنهم إصدارها بعد. ومع ذلك، يبدأ الأطفال بأعمار صغيرة في الثرثرة وإصدار أصوات غير مفهومة babbles. يثرثر الأطفال الصم بنفس الطريقة عند سماع الأصوات كما يفعل الأطفال غير الصم، ما يدل على أن الثرثرة غير المفهومة لا تنجم عن تقليد الأطفال لأصوات معيّنة، بل هي في الواقع جزء طبيعي من عملية تطوير اللغة عندهم. ولكن في الواقع فإن الأطفال الصم غالباً ما يثرثرون أقل من الأطفال غير الصم، إذ تقل الثرثرة عندهم لاحقًا في مرحلة الرضاعة، كذلك فالأطفال الصم يتأخرون في بدء الثرثرة حتى سن 11 شهرًا بالمقارنة مع غير الصم الذين يبدؤون الثرثرة في سن 6 أشهر.
تعد القدرة ما قبل اللغوية مهمة جدًا لاكتساب اللغة حتى قبل الولادة.
بدأ هذا النوع من الدراسات في الثمانينات من القرن الماضي عندما وجد الباحثون أن الأطفال بإمكانهم تمييز لغة مختلفة عن لغتهم الأصلية التي سمعوها خلال الفترة الحساسة، ولكنهم غير قادرين على التمييز بين لغتين مختلفتين غير لغتهم الأصلية. يدل هذا على وجود بعض الآليات للتعلم السمعي الجنيني.
التناغم اللغوي أو ما يسمى بالعروض Prosody هي خاصية الكلام التي تنقل الحالة العاطفية للقول، وكذلك الشكل المقصود للكلام (سواء كان سؤالًا أو خبرًا أو طلبًا). يعتقد بعض الباحثين في مجال علم الأعصاب التنموي أن آليات التعلم السمعي للجنين تنشأ فقط بسبب تمايز عناصر الكلام التناغمية. قد يكون لهذا أهمية كبيرة من منظور علم النفس التطوري، أي للتعرف على صوت الأم وفئة كلمات اللغة المألوفة من محفزات العاطفة. ويقول بعض العلماء أن عناصر تعلم الجنين تشمل ما هو أكثر من التعرف على التناغم اللغوي فقط.
تبين لنا الأدلة الحديثة أن الأجنة لا تتفاعل فقط مع اللغة الأم بشكل مختلف عن اللغات الأخرى، بل تتفاعل أيضًا بشكل مختلف مع حروف العلة في اللغة الأصلية عن حروف العلة في اللغات الأخرى وتميز بينها.
يتعلم الأطفال حديثو الولادة خصائص مهمة لمعالجة اللغة النحوية في الرحم، ويمكن ملاحظة ذلك في معرفة الرضع الأحرف الساكنة للغة الأم وتسلسل العبارات متعددة المقاطع الصوتية. توفر هذه القدرة على تحديد تسلسل الأحرف الصوتية بعض الآليات الأساسية اللازمة لتعلم الأطفال حديثي الولادة التنظيم المعقد للغة. من وجهة نظر علم الأعصاب، فهنالك علاقة ما بين اللغة والأعصاب تدل على تعلم الجنين البشري للمحفزات السمعية الكلامية، وتقوم معظم الدراسات بتحليل هذه العلاقة.
أجرى الباحثون دراسة على أجنة تعرضت لكلمات معينة بشكل كبير، ووجدوا أن هذه الأجنة أظهرت نشاطًا دماغًيا أعلى عند تعرضها لهذه الكلمات بالذات مقارنة مع كلمات أخرى مختلفة. في هذه الدراسة نفسها، وجد الباحثون ارتباطًا كبيرًا بين كمية التعرض لكلام معين قبل الولادة ونشاط الدماغ، إذ كان النشاط الدماغي أكبر عند الأجنة الذين تعرضوا بشكل كبير لهذه الكلمات قبل الولادة، ويشير ذلك إلى أهمية آليات التعلم الموجودة قبل الولادة والتي تضبط ميزات الكلام بدقة.
يعتمد اكتساب القدرة على نطق الكلمات الجديدة على العديد من العوامل. إذ يجب أن يكون المتعلم قادرًا على سماع ما يحاول نطقه وأن يكرر الكلام الذي يتعلمه.
يكون الأطفال ذوو القدرات المحدودة على تكرار الكلمات أبطأ في تعلم مفردات جديدة مقارنة بالأطفال الذين يسهل عليهم ذلك. اُقترحت العديد من النماذج الحسابية لاكتساب المفردات حتى الآن. وأشارت العديد من الدراسات أن حجم مفردات الطفل في عمر 24 شهرًا يرتبط بنمو الطفل في المستقبل ومهاراته اللغوية. نقص حجم المفردات اللغوية في هذا العمر بالتحديد له آثار ضارة وطويلة الأمد على نمو الطفل الإدراكي، لذلك من المهم للغاية أن يشارك الآباء أطفالهم الرضع في اللغة والكلام. إذا كان الطفل يعرف خمسين كلمة أو أقل بحلول عمر 24 شهرًا، فسيُصنَّف على أنه متكلم متأخر، ومن المحتمل أن يكون تطور اللغة عنده بطيئًا في المستقبل (أي سيواجه مشكلات في تعلم المفردات الجديدة وتنظيم القواعد اللغوية).
تجزئة الكلمات والتعلم الإحصائي هما عنصران جوهريان لاكتساب المفردات. تجزئة الكلمات تعني تقطيعها إلى مقاطع صوتية يمكن تحقيقها بواسطة الرضع بعمر ثمانية أشهر. وعند بلوغ الأطفال سن 17 شهرًا، سيكونون قادرين على ربط المعنى بالكلمات المقسمة.
تشير الدلائل الحديثة أيضًا إلى أن المهارات والخبرات الحركية قد تؤثر على اكتساب المفردات أثناء الطفولة. يمكن أن يتنبأ تعلم الطفل للجلوس بشكل مستقل بين 3 و 5 أشهر بالمفردات التي سيستطيع استقبالها عندما يبلغ 10 و 14 شهرًا من العمر، وقد وجد ارتباط بين مهارات المشي المستقلة والمهارات اللغوية عند الأطفال الذين تتراوح أعمارهم بين 10 و 14 شهرًا. تبين هذه النتائج أن اكتساب اللغة ما هو سوى عملية مجسدة تتأثر بالقدرات الحركية الشاملة للطفل ونموه. أظهرت الدراسات أيضًا وجود علاقة بين الحالة الاجتماعية والاقتصادية واكتساب المفردات.
يتعلم الطفل كل يوم ما بين عشر إلى خمس عشرة كلمة جديدة ومعناها، لكنه يتعلم معنى كلمة واحدة فقط من هذه الكلمات عن طريق التعليم المباشر، أما المعاني المتبقية فيجب أن يتلقاها بطريقة أخرى. يُعتقد أن الأطفال يكتسبون هذه المعاني باستخدام العمليات المصممة بواسطة التحليل الدلالي الكامن latent semantic analysis؛ أي عندما يقابلون كلمة غير مألوفة، يمكن للأطفال أن يخمنوا معناها الأصلي بشكل صحيح من خلال سياق الجملة. قد يتوسع الطفل في استخدام بعض الكلمات (التي تشكل جزءًا من معجمه الخاص) من أجل تسمية أي شيء يرتبط بالنسبة له بهذه الكلمات بطريقة أو أخرى، ولكنه لا يعرف الكلمة الصحيحة لتسميته حتى الآن. فعلى سبيل المثال، قد يوسع الطفل استخدام كلمة (ماما) و (بابا) من أجل الإشارة إلى أي شيء ينتمي إلى أمه أو والده أو ربما كل شخص يشبه والديه، أو يقول كلمة (المطر) ليشرح أنه لا يود الخروج.
ثمة سبب يقودنا للاعتقاد بأن الأطفال يستخدمون الأساليب البحثية المختلفة لاستنتاج معنى الكلمات بشكل صحيح. فقد قدم العالم ماركمان وآخرون فرضية تقترح أن الأطفال يفترضون أن الكلمات تشير إلى أشياءٍ ذات خصائص متشابهة (البقرة والخنزير قد يكون كلاهما حيوانات) وليس إلى كائنات مرتبطة موضوعيًا (البقرة والحليب على الأرجح ليس كلاهما من الحيوانات). يبدو أن الأطفال أيضًا يلتزمون بالافتراض الشامل، أي يعتقدون أن التسمية الجديدة تشير إلى كيان كامل وليس أحد أجزائه فقط. يساعد هذا الطفل على اكتساب معنى الكلمة بالمشاركة مع الموارد اللغوية الأخرى مثل القواعد النحوية والصرفية أو القيود المعجمية.

## بحوث علم الأعصاب المعرفي
طبقًا للعديد من اللغويين، أوضحت الأبحاث المعرفية العصبية العديد من معايير تعلم اللغة، مثل:
- عملية التعلم ترتبط بشخصية المتعلم من كل جوانبها (المجالات المعرفية والعاطفية والحركية).
- يسعى الدماغ البشري إلى إيجاد الأنماط أثناء بحثه عن معنى الكلمات والجمل.
- تؤثر العواطف على جميع جوانب التعلم والاحتفاظ والتذكر.
- تؤثر التجربة السابقة دائمًا على التعلم الجديد.
- ذاكرة الدماغ لها قدرة محدودة.
- عادة ما تؤدي المحاضرة التعليمية إلى تعلم الكلمات بالمستوى الأدنى، والمراجعة والتدريب ضروريان للاحتفاظ بالكلمات الجديدة وتذكرها.
- الممارسة وحدها لا تجعلك تتقن اللغة بشكل مثالي.
- يعد كل دماغ فريدًا من نوعه فيما يخص تعلم اللغة.

يواجه الباحثون تحديًا كبيرًا يتمثل في تحديد الأجزاء الدقيقة من الدماغ الأكثر نشاطًا وأهمية في اكتساب اللغة، لكن تكنولوجيا التصوير بالرنين المغناطيسي الوظيفي و PET أوصلتنا لبعض الاستنتاجات حول المنطقة الدماغية التي يمكن أن تتركز فيها اللغة. اقترح كونيوشي ساكاي، استنادًا إلى العديد من دراسات التصوير العصبي، أنه قد يكون هناك <<مركز نحوي>> في إحدى مناطق الدماغ، إذ تعالج اللغة بشكل أساسي في القشرة الأمامية الحركية الجانبية اليسرى left lateral premotor cortex (التي تقع بالقرب من التلم المركزي قبل التلم الأمامي السفلي pre central sulcus and the inferior frontal sulcus).
الإضافة إلى ذلك، اقترحت هذه الدراسات أنه يمكن تمثيل اللغة الأولى بشكل مختلف عن اللغة الثانية في القشرة. أجرى نيومان مع فريق من الباحثين دراسة قارنوا فيها العلاقة بين علم الأعصاب الإدراكي واكتساب اللغة من خلال إجراء اختبار موحد يضم متحدثين أصليين للغة الإنجليزية ومتحدثين إسبان أصليين تعرضوا جميعًا للغة الإنجليزية لنفس الفترة وبشكل متماثل (يبلغ متوسط فترة تعرضهم للغة حوالي 26 عامًا). توصل الباحثون من خلال نتائج الدراسة إلى أن الدماغ يعالج اللغات بطرق مختلفة، ولكن بدلاً من أن يرتبط ذلك ارتباطًا مباشرًا بمستوى الكفاءة والإتقان، فإن الأمر يتعلق أكثر بكيفية معالجة الدماغ للغة.
يبدو أن معالجة اللغة تحدث في العديد من المناطق في الدماغ أثناء الطفولة المبكرة. ومع ذلك، بمرور الوقت ينحصر ذلك في منطقتين – منطقة بروكا ومنطقة فيرنيك. تقع منطقة بروكا Broca في القشرة الأمامية اليسرى وتشارك بشكل أساسي في إنتاج الأنماط اللغوية الخاصة بلغة الصوت ولغة الإشارة. تقع منطقة فيرنيك Wernicke في القشرة الصدغية اليسرى وتشارك بشكل أساسي في فهم اللغة. تخصص هذه المراكز اللغوية واسع النطاق لدرجة أن أي أضرار تلحق بهم ستؤدي إلى حالة حرجة تعرف باسم فقدان القدرة على الكلام aphasia.

### الصمم السابق للنطق
يُعرّف الصمم السابق للنطق بأنه ضعف السمع الذي يحدث عند الولادة أو قبل أن يتعلم الفرد الكلام. في الولايات المتحدة، يولد من 2 إلى 3 من كل 1000 طفل صمًا أو ضعاف السمع. مع أنه قد يُفترض أن الأطفال الصم يكتسبون اللغة بطرق مختلفة لأنهم لا يتلقون نفس المدخلات السمعية مثل الأطفال الذين يسمعونها، لكن العديد من نتائج البحوث تشير إلى أن الأطفال الصم يكتسبون اللغة بطريقة الأطفال غير الصم نفسها عند تلقي المدخلات اللغوية المناسبة لوضعهم، فهم يفهمون ويعبرون عن اللغة تمامًا كما يفعل أقرانهم الطبيعيين. الأطفال الصم الذين يتعلمون لغة الإشارة ينتجون إشارات أو إيماءات أكثر انتظامًا وتكرارًا من الأطفال غير الصم الذين يكتسبون لغة منطوقة. تمامًا كما يسمع الأطفال وهم يثرثرون، فإن الأطفال الصم الذين يكتسبون لغة الإشارة سوف يثرثرون بطريقتهم الخاصة وذلك عبر أيديهم، ويُعرف ذلك باسم الهدير اليدوي. أظهرت العديد من الدراسات أن اكتساب اللغة من قبل الأطفال الصم يوازي اكتساب اللغة عند الأطفال غير الصم عن طريق سماعها لأن البشر مبرمجون بيولوجيًا لاكتساب اللغة بغض النظر عن الطريقة.
لا يوازي اكتساب اللغة البصري-اليدوي للأطفال الصم فقط اكتساب اللغة المنطوقة، إذ عند بلوغهم سن 30 شهرًا، كان لدى معظم الأطفال الصم الذين تعرضوا للغة بصرية فهم أكثر تقدماً لقواعد ضمير الفاعل من الأطفال الذين يتمتعون بقدرة طبيعية على السمع.
يتجاوز بنك مفردات الأطفال الصم عند بلوغهم الأعمار بين 12 و 17 شهرًا بنك الطفل القادر على السمع، ليرجع ويتعادل معهم عندما يصل إلى مرحلة الكلمتين. ثبت أن استخدام حركات اليد المعقدة يصعب على الأطفال الذين تتراوح أعمارهم بين 5 و 9 سنوات وذلك بسبب التطور الحركي وتعقيد تذكر الاستخدام المكاني.
غرسات القوقعة
تشمل الخيارات الأخرى (إلى جانب لغة الإشارة) للأطفال الذين يعانون من الصمم السابق للنطق استخدام أدوات مساعدة في السمع لتقوية الخلايا الحسية المتبقية أو زراعة القوقعة لتحفيز العصب السمعي مباشرة.
غرسات القوقعة الصناعية هي أجهزة سمعية تُوضع خلف الأذن وتحتوي على جهاز استقبال وأقطاب كهربائية توضع تحت الجلد وداخل القوقعة. على الرغم من هذه التطورات، لا يزال من المحتمل ألا يطور الأطفال الصم مهارات جيدة في التحدث والكلام. ومع أن غرسات القوقعة قد تمت الموافقة عليها مبدئيًا للبالغين، يوجد الآن مطالب لزرع القوقعة للأطفال في وقت مبكر من أجل تحسين مهاراتهم السمعية للتعلم، ما أدى بدوره إلى إثارة جدل حول الموضوع. بسبب التطورات الحديثة في التكنولوجيا، تسمح غرسات القوقعة لبعض الأشخاص الصم باكتساب بعض الشعور بالسمع. هناك مكونات داخلية وخارجية مكشوفة تُزرع جراحياً. أولئك الذين يتلقون غرسات القوقعة في وقت مبكر من الحياة يظهرون المزيد من التحسن في فهم الكلام واللغة.
يختلف تطوير اللغة المنطوقة بين الأشخاص الذين لديهم غرسات قوقعة الأذن بسبب وجود عدد من العوامل المختلفة، بما في ذلك: العمر عند الزرع والتردد والجودة ونوع التدريب على الكلام. تشير بعض الدلائل إلى أن معالجة الكلام تحدث بوتيرة أسرع عند بعض الأطفال الصم الذين خضعوا لعملية زراعة قوقعة الأذن مقارنة بأولئك الذين يستخدمون وسائل المساعدة التقليدية في السمع.
مع كل ما ورد ذكره، قد لا تعمل غرسة القوقعة الصناعية أحيانًا.
تظهر الأبحاث أن الناس يطورون لغة أفضل باستخدام غرسة القوقعة الصناعية عندما يكون لديهم لغة أولية قوية يعتمدون عليها لفهم اللغة الثانية التي سيتعلمونها بمساعدة غرسات القوقعة.
في حالة الأطفال الذين يعانون من الصمم السابق للنطق، ولديهم غرسة القوقعة الصناعية فإن لغة الإشارات مثل لغة الإشارة الأمريكية ستكون لغة يمكن استعمالها للمساعدة في دعم استخدام غرسة القوقعة الصناعية أثناء تعلمهم لغة ثانية للحديث. دون وجود لغة أولى قوية يمكن الوصول إليها، يتعرض هؤلاء الأطفال لخطر الحرمان من اللغة language deprivation، خاصةً في حالة فشل غرسات القوقعة وعدم عملها كما يجب. لن يتمكنوا من الوصول إلى الصوت، ما يعني عدم الوصول إلى اللغة المنطوقة التي يفترض أنهم يتعلمونها. إذا لم يوجد هنالك لغة إشارة قوية لاستخدامها أو لم تكن هنالك لغة منطوقة فلن يتمكنوا من الوصول إلى أي لغة وسيتعرضون لخطر تفويت الفترة الحرجة لتعلم اللغة.